# Axinita-(Mg)
L'axinita-(Mg) és un mineral de la classe dels silicats que pertany al grup de l'axinita. Va ser descoberta l'any 1975, sent anomenada així degut al domini del magnesi a la seva fórmula química i la seva pertinença al grup axinita.

## Característiques
L'axinita-(Mg) és un silicat amb fórmula Ca₂MgAl₂BSi₄O₁₅OH. És l'anàleg de magnesi de l'axinita-(Mn) i de l'axinita-(Fe), amb les que forma el grup axinita juntament amb la tinzenita. Cristal·litza en el sistema triclínic formant cristalls tabulars. La seva duresa a l'escala de Mohs oscil·la entre 6,5 i 7.
Segons la classificació de Nickel-Strunz, l'axinita-(Mg) pertany a «09.BD: Estructures de sorosilicats (dímers); grups Si₂O₇, amb anions addicionals; cations en coordinació tetraèdrica [4] o major» juntament amb els següents minerals: bertrandita, hemimorfita, junitoïta, axinita-(Fe), axinita-(Mn), tinzenita, vistepita, boralsilita i werdingita.

## Formació i jaciments
És un mineral format típicament per metamorfisme de contacte i metasomatisme del bor. Sol trobar-se associada a altres minerals com: epidota, tremolita, calcita, prehnita, actinolita i vesuvianita. Va ser descoberta a Merelani Hills (Lelatema Mts, Tanzània), la seva localitat tipus. També se n'ha trobat a Nova Gal·les del Sud (Austràlia), Wachau (Àustria), Erongo (Namíbia), Urals (Rússia), Värmland (Suècia) i a algunes localitats dels Estats Units.